# МЦ 105
МЦ 105 — семейство советских двуствольных охотничьих ружей и штуцеров высокого класса.

## История
Оружие было разработано коллективом конструкторов и оружейников тульского ЦКИБ СОО на основе конструкции МЦ 5. Первые комбинированные ружья этой модели были изготовлены в 1978 году, производство гладкоствольных ружей началось в 1981 году.
В начале 1982 года покупателям были предложены четыре модели (гладкоствольные ружья МЦ 105-20, МЦ 105-28, МЦ 105-32 и комбинированное МЦ 105-35), позднее модель МЦ 105-35 получила наименование МЦ 105-01 (уже на выставке-продаже охотничьего оружия, проходившей 11-15 октября 1985 года в Доме культуры и техники Иркутского завода тяжёлого машиностроения им. В. В. Куйбышева модель была представлена под индексом МЦ 105-01).
До апреля 1986 года были разработаны десять моделей МЦ 105 (хотя в оружейные магазины поступали в основном ружья МЦ 105-20). В это время модификации МЦ 105 предлагались в двух вариантах исполнения (со стволами длиной 600 или 675 мм). Также было упомянуто, что при необходимости МЦ 105 может быть доукомплектовано дополнительной парой стволов. 
В 1987 году МЦ 105-01 и МЦ 105-20 были представлены на ВДНХ в Москве. В дальнейшем, все модификации МЦ 105 стали выпускать со стволами длиной 675 мм.
Экономический кризис 1990х годов осложнил положение ЦКИБ СОО. В августе 1996 года в качестве гражданского оружия были сертифицированы только две модели МЦ 105 (комбинированное МЦ 105-01 и гладкоствольное МЦ 105-20), однако к началу 2000х годов по отдельным заказам предлагалось производство четырех моделей (МЦ 105-01, МЦ 105-20, МЦ 105-28 и МЦ 105-32).

## Описание
МЦ 105 представляет собой двуствольное ружьё с вертикально спаренными стволами. Наружная поверхность стволов подвергнута химическому оксидированию или чёрному хромированию. Каналы стволов хромированные, отъёмные, длина блока стволов – 600 или 675 мм, длина патронников – 70 мм. Ружьё рассчитано на применение патронов с бумажными, пластмассовыми и металлическими гильзами.
Каналы нарезных стволов калибра 7,62 мм имеют четыре правых нареза, калибра 5,6 мм и 9 мм – шесть правых нарезов.
Цевьё неотъёмное, крепится к стволам винтами. Ложа прямая или пистолетная, с выступом под щёку или без него; изготовлена из пропитанной натуральной олифой ореховой, буковой, реже - берёзовой древесины. На прикладе и стволе имеются антабки, к которым пристегивается ремень для ношения ружья. 
В различных вариантах исполнения МЦ 105 могли комплектоваться либо резиновым затыльником-амортизатором (исп. А) либо эбонитовым затыльником (исп. Б).
Ружья МЦ 105 под патроны 5,6х39 мм имели в прикладе специальную обойму для хранения пяти переходных патронников-вкладышей, используемых для стрельбы 5,6-мм патронами кольцевого воспламенения.
Стволы соединяются со ствольной коробкой посредством ствольной муфты, шарнира, защёлки, а запирание осуществляется рамкой, входящей в паз подствольного крюка. Рычаг отпирания стволов расположен сверху ствольной коробки. Отделение стволов от коробки осуществляется после постановки курков на боевые взводы шептал поворотом защелки в крайне нижнее положение и отведения рычага запирания вправо. 
Ударно-спусковой механизм с внутренними курками и двумя спусковыми крючками смонтирован на отдельном основании. Передний спусковой крючок предназначен для производства выстрела из нижнего ствола, задний - для стрельбы из верхнего ствола. Бойки изготовлены отдельно от курков. Поджатие боевой пружины и взвод курков происходят при открывании стволов.
Предохранитель автоматический, запирает шептала (для производства выстрела необходимо передвинуть кнопку предохранителя в крайнее переднее положение), имеются интерсепторы. Гильзы выдвигаются общим экстрактором.
Прицельная планка невентилируемая.
Комбинированные ружья и штуцеры комплектовались оптическим прицелом на съёмном кронштейне. Для МЦ 105-01 штатными являлись прицелы ПО2,5х20 и ПО-1М.
Оружие предназначено для промысловой охоты. В ходе испытаний было установлено, что МЦ 105 надежно функционирует в интервале температур от +50 до -50 градусов по Цельсию.
Ружья с гладкими стволами 20, 28, 32-го калибров можно применять для отстрела птицы и мелкого пушного зверя; патронами 5,6х39 мм можно отстреливать сайгака, косуль, кабаргу, волка на дистанции до 300 м.

## Варианты и модификации
МЦ 105 выпускалось в 11 модификациях, каждая из которых могла быть выполнена в нескольких вариантах исполнения:
- МЦ 105-01 - комбинированное ружьё (верхний ствол - нарезной под патрон 5,6×39 мм, нижний - гладкий с дульным сужением 0,8 мм под ружейный патрон 20-го калибра с длиной гильзы 70 мм). Длина стволов – 600 мм, масса без оптического прицела - не более 3,1 кг. Комплектовалось вкладным стволом для стрельбы 5,6-мм патронами кольцевого воспламенения[1][2][4][9].
- МЦ 105-02 - комбинированное ружьё (верхний ствол нарезной под патрон 5,6х39 мм, нижний - гладкий с дульным сужением 0,5 мм под ружейный патрон 28-го калибра с длиной гильзы 70 мм). Длина стволов 600 мм, масса без оптического прицела – 3,1 кг[2][9].
- МЦ 105-03 - комбинированное ружьё (верхний нарезной ствол под патрон 5,6х39 мм и нижний гладкий ствол с дульным сужением 0,3 мм под ружейный патрон 32-го калибра с длиной гильзы 70 мм). Длина стволов 600 мм, масса без оптического прицела – 3,1 кг[2][9].
- МЦ 105-04 - двуствольная винтовка (верхний ствол под патрон 5,6х39 мм, нижний под патрон 7,62х54 мм R). Длина стволов 600 мм, масса без оптического прицела – 3,3 кг[2][9].
- МЦ 105-05 - комбинированное ружьё (верхний ствол гладкий с дульным сужением 0.8 мм под ружейный патрон 20-го калибра с длиной гильзы 70 мм, нижний - нарезной под патрон 7,62х54 мм R). Длина стволов 600 мм, масса без оптического прицела – 3,2 кг[2][9].
- МЦ 105-06 - комбинированное ружьё (верхний ствол гладкий с дульным сужением 0,8 мм под ружейный патрон 20-го калибра с длиной гильзы 70 мм и нижний нарезной ствол под патрон 9х53 мм R). Длина стволов 600 мм, масса без оптического прицела – 3,2 кг[2][9].
- МЦ 105-07 - двуствольная винтовка (верхний ствол под патрон 5,6х39 мм, нижний – под патрон 9х53 мм R). Длина стволов 600 мм, масса без оптического прицела – 3,3 кг[2][9].
- МЦ 105-20 - охотничье ружьё под патрон 20/70 мм (дульное сужение нижнего ствола – 0,5 мм, верхнего – 0,8 мм). Длина стволов 675 мм, масса ружья не более 2,9 кг.[1][2][4][9].
- МЦ 105-20М - охотничье ружье под патрон 20/76 мм[9].
- МЦ 105-28 - охотничье ружьё под патрон 28/70 мм (дульное сужение нижнего ствола – 0,3 мм, верхнего – 0,5 мм). Длина стволов 675 мм, масса ружья не более 2,7 кг[1][2][4][9].
- МЦ 105-32 - охотничье ружьё под патрон 32/70 мм (дульное сужение нижнего ствола – 0,1 мм, верхнего – 0,3 мм). Длина стволов 675 мм, масса ружья не более 2,7 кг[1][2][4][9].